# Slow cinema
Slow cinema är en filmgenre. Den kännetecknas av en minimalistisk stil, med lite eller inget narrativ. Vanligen består filmerna av långa tagningar med förhållandevis få händelser.
Bland regissörer som gjort filmer i genren kan nämnas Chantal Akerman, Lav Diaz, Béla Tarr, och Kelly Reichardt.